# 熱爾代茨
50°6′30″N 24°9′57″E / 50.10833°N 24.16583°E
熱爾代茨（羅馬化：Zheldets）是烏克蘭的村莊，位於該國西部利沃夫州，由利維夫區卡緬卡-布濟卡市鎮負責管轄，處於熱爾代茨河畔，始建於1455年，面積2.46平方公里，海拔高度217米，2001年人口656。